# Karl Vanselow (Forstwissenschaftler)
Karl Vanselow (* 17. Oktober 1879 in Berching, Bayern; † 7. Juni 1969) war ein deutscher Forstwissenschaftler.

## Leben
Nach dem Abitur studierte Vanselow an der  Forstlichen Hochschule Aschaffenburg. 1899 wurde er im Corps Hubertia aktiv. Die Julius-Maximilians-Universität Würzburg promovierte ihn 1909. Nachdem er sich  habilitiert hatte, wurde er Lehrstuhlinhaber für Forstwirtschaftliche Produktionslehre an der Hessischen Ludwigs-Universität zu Gießen. Er bekleidete diese Professur bis 1934 und wurde 1936 durch Eduard Zentgraf abgelöst. 1931 war er Rektor der Ludwigsuniversität. Während seiner Lehrtätigkeit in Gießen war er unter anderem Doktorvater von Rudolf Müller, einem Fachmann für Pappeln. Er war Dr. phil., Dr. oec. publ. und  Dr. rer. nat. h. c. 1934 ging er als Professor für Waldbau an die Albert-Ludwigs-Universität Freiburg. Zuletzt wurde er 1937 zum Professor für Forsteinrichtung und biologische Ertragskunde an die Ludwig-Maximilians-Universität München berufen. Dort wurde er 1950 emeritiert. Er befasste sich besonders mit Waldbau, biologischer Ertragslehre und Forstgeschichte.

## Veröffentlichungen
- Die Waldbautechnik im Spessart, 1926
- Theorie und Praxis der natürlichen Verjüngung im Wirtschaftswald, 1931
- Forstwirtschaft als Ganzheitsproblem, 1932
- Die Kulturversuche der Badischen Forstlichen Versuchsanstalt auf dem Köcherhof, 1937
- Einführung in die Forstliche Zuwachs und Ertragslehre, 1941
- Der bayerische Femelschlag und seine Fortbildung, 1949
- Theorie und Praxis der natürlichen Verjüngung im Wirtschaftswald, 1949